# Omar Quezada Martínez
Werner Omar Quezada Martínez (Trujillo, 24 de septiembre de 1965) es un abogado y político peruano. Miembro del Partido Aprista Peruano, fue el primer presidente regional del departamento de Ayacucho desde 2003 hasta el 2006 y alcalde de la provincia de Huanta en 1993.

## Biografía
Nació en la ciudad de Trujillo, ubicado en el departamento de La Libertad, el 24 de septiembre de 1985. A los meses de su nacimiento, se mudó con sus padres para vivir en la ciudad de Huanta en el Departamento de Ayacucho. 
Es egresado de la Universidad de San Martín de Porres, de la ciudad de Lima, donde estudió la carrera de Derecho y logró graduarse como abogado en 1997. Fue también docente de la Universidad Alas Peruanas.

## Carrera política
Omar Quezada es militante del Partido Aprista Peruano fundado por Víctor Raúl Haya de la Torre, donde fue dirigente universitario.

### Alcalde de Huanta
Su carrera política se inicia cuando postula a la alcaldía de la Provincia de Huanta en 1993 y resulta elegido como alcalde provincial para el periodo 1993-1995.
Postuló al Congreso de la República en las elecciones parlamentarias del año 2000 y en las elecciones parlamentarias del 2001 sin tener éxito.

### Presidente Regional de Ayacucho
Luego en las elecciones regionales de noviembre del 2002, Quezada postuló al Gobierno Regional de Ayacucho por el Partido Aprista Peruano y finalmente fue elegido como el primer presidente regional de Ayacucho en la historia peruana. Juramentó para el periodo 2003-2006.
Durante su gestión, realizó las obras como "La Concha Acústica de Maynay", "Mirador Acuchimay de Huamanga", "Electrificación de Machente", "Cristo Blanco en Huanta".
Intentó ser reelegido en el cargo en las elecciones regionales del 2006, sin embargo, no resultó reelegido.

### Director de Cofopri
En diciembre de 2006, durante el segundo gobierno del expresidente Alan García, Quezada fue nombrado como director ejecutivo de COFOPRI (Organismo de Formalización de la Propiedad Informal), institución dependiente del Ministerio de Vivienda, Construcción y Saneamiento. En su gestión, Quezada luego fue acusado de haber entregado a un traficante de tierras una playa de 300 mil metros cuadrados en una zona del sur de Lima, donde fue vendido a 5 mil soles. Tras esto, fue investigado por la Comisión de Fiscalización del Congreso de la República en 2010 por diversos delitos y luego denunciado por el Ministerio Público en 2011.
Quezada formó parte del Comité Ejecutivo Nacional (CEN) del APRA, entre 1999 y 2003, y fue elegido como Secretario Nacional de Organización, siendo sucedido por Javier Morán Morán. En el XXIII Congreso Nacional de marzo del 2010 fue elegido secretario general del APRA.
Intentó nuevamente ser congresista en 2011 sin tener éxito y de igual manera en su candidatura al Parlamento Andino por Alianza Popular en las elecciones del 2016.